# Пак Вітольд Степанович
Вітольд Степанович Пак (нар. 22 серпня 1888, Шальнишки — пом. 30 травня 1965, Донецьк) — радянський гірничий інженер, академік АН УРСР. Батько математика Вітольда Вітольдовича Пака.

## Біографія
Народився 22 серпня 1888 року в містечку Шальнишки поблизу міста Казлу-Руди (Литва). В 1906–1911 роках навчався на гірничому факультеті в Томському технологічному інституті, який закінчив із відзнакою. З 1913 р. працював окружним маркшейдером Забайкальського району, Іркутського гірничого управління, потім начальником ангорського гірничого округу. З 1924 р. — начальник Далекосхідного гірничого управління, одночасно в 1924–1934 роках працював у Далекосхідному університеті, де в 1926 році організував кафедру гірничої справи. Декан гірничого факультету з 1930 року. За видання першого в СРСР тритомного підручника з гірничої механіки «Рудничные вентиляторы» (1931), «Рудничные водоотливные установки» (1933), «Рудничные подъемные установки» (1932) йому присвоєне вчене звання професора з гірничої механіки.
Із 1934 року його трудова діяльність пов'язана з Донецьким індустріальним інститутом. Завідувач кафедри гірничої механіки, декан гірничого факультету (до 1940 року). Керівник сектору науково-дослідних організацій Технічного управління Наркомату вугільної промисловості СРСР (1940–1942), доктор технічних наук (1941). Завідувач кафедри гірничої механіки Середньо-Азіатського індустріального інституту (1942–1944). Знову робота у ДПІ (із 1944 року) на посаді завідувача кафедри гірничої механіки. Член-кореспондент (1948) і перший в Донбасі академік (з 19 травня 1951 року) АН УРСР.
Помер 30 травня 1965 року.

## Наукова робота
Зробив великий внесок у становлення і розвиток кафедри гірничої механіки з усіх напрямів її діяльності. Автор фундаментально-прикладного підручника з грифом Мінвузу СРСР «Рудничные вентиляторные и водоотливные установки» (співавтор В. Г. Гейєр), що перекладений одинадцятьма мовами світу і більше двох десятиріч був настільною книгою студентів і гірничих інженерів країни.
Засновник Донецької школи гірничих механіків. Керівник відділу проблем глибоких шахт Донбасу Інституту гірничої справи АН УРСР. Головний науковий напрям у рамках створеної школи — теорія і практика створення осьових відцентрованих вентиляторів для гірничої промисловості. Заклав основи вирішення проблеми провітрювання високопродуктивних і важкопровітрюваних шахт і рудників. Його учні продовжили цю роботу, створили високоекономічні, регульовані, надійні шахтні вентиляторні установки й удостоєні Державної премії СРСР (1981).
Підготував багато докторів і кандидатів наук. Опублікував велику низку наукових робіт, серед яких монографії:
- «Опытные исследования шахтных вентиляторов и методы их расчета» (1937);
- «Рудничные вентиляторные установки» (1938);
- «Осевые вентиляторы для проветривания шахт» (1948) та інші.

## Нагороди, пам'ять

меморіальна дошка

Нагороджений орденом Леніна і орденом Трудового Червоного Прапора, багатьма медалями, трьома знаками «Шахтарська слава» I, II, III ступенів, багатьма іншими відомчими знаками і грамотами.
В Донецьку, на будівлі Донецького національного технічного університету за адресою вул. Артема, 58, де з 1934 по 1940-й і з 1944 по 1964 рік працював Вітольд Пак, встановлено меморіальну дошку.